# Moskevská dohoda (1920)
Moskevská dohoda (rusky: Московский договор, Moskovskij dogovor; gruzínsky: მოსკოვის ხელშეკრულება, moskovis chelšekruleba) je mírová dohoda, kterou uzavřelo sovětské Rusko (RSFSR) s Gruzínskou demokratickou republikou v Moskvě dne 7. května 1920. Rusové v této dohodě uznali nezávislost Gruzie a zavázali se na ni neútočit výměnou za to, že Gruzínci nebudou poskytovat útočiště nepřátelům sovětského Ruska.

## Pozadí
Nezávislá Gruzínská demokratická republika vznikla 26. května 1918 a pod vedením gruzínských menševiků se jí podařilo získat uznání od západních mocností a vůdců bělogvardějců. Rusové nezávislost Gruzie zatím neuznali. Po neúspěšně provedeném puči proti menševické vládě a zmařeném pokusu o útok Rudé armády na území Gruzie od ázerbájdžánských hranic v květnu 1920 přistoupilo sovětské vedení na příkaz Lenina k vyjednávání o mírové dohodě s Gruzií.

## Dohoda
Někteří gruzínští politici, například ministr zahraničí Jevgenij Gegečkori, byli zněním dohody, kterou jim Rusové předložili, znepokojeni. Viděli v ní narušení suverenity Gruzínské demokratické republiky a chtěli odmítnout ruské požadavky. Gruzínský premiér Noe Žordanija ale ve snaze dosáhnout mezinárodního uznání nezávislosti s ruskými požadavky souhlasil. Dohodu potom 7. května 1920 v Moskvě podepsal za Gruzii Grigol Uratadze a za Rusko Lev Karachan.
Podle prvních dvou odstavců moskevské dohody Rusko uznalo nezávislost Gruzie a zřeklo se jakýchkoliv zásahů do jejích vnitřních záležitostí:
Odstavec I:
Na základě práva, vyhlášeného RSFSR, má každý národ nárok na sebeurčení, včetně odtržení od státu, kterého byli součástí, Rusko otevřeně uznává nezávislost a suverenitu gruzínského státu a dobrovolně se vzdává všech územních práv, která náležela Rusku s ohledem na lid a území Gruzie.
Odstavec II:
Na základě ujednání v odstavci I této dohody se Rusko zavazuje k zdržení se jakéhokoliv zásahu do záležitostí Gruzie.
Gruzínský strana se na oplátku musela zavázat k odzbrojení a rozpuštění všech organizací ohrožujících a nepřátelsky se stavějících sovětskému Rusku a k případnému vydání konkrétních osob Moskvě. Součástí dohody byl také tajný dodatek, podle kterého byla na území Gruzie zlegalizována bolševická strana a bylo jí umožněno volné působení, včetně pořádání stranických mítinků, vydávání komunistické literatury a tištění časopisů.

## Následky mírové dohody
Podle reportáží britského vojenského pozorovatele Olivera Wardropa považovala gruzínská veřejnost podepsání této dohody za skryté podrobení Gruzie Ruskem a vláda se octla pod palbou tvrdé kritiky opozičních politiků, především od Národní demokratické strany. Dohoda ale Gruzii přinesla i některá pozitiva, jako například uznání nezávislosti Gruzie 29. ledna 1921 od dosud váhajících států. Dohoda z Moskvy však nikdy nevyřešila napětí mezi Moskvou a Tbilisi. I když Moskva uznala nezávislost jako takovou, nikdy nezamýšlela nechat tam vládnout menševiky a gruzínští bolševici v Rusku neúnavně pracovali na plánu svržení jejich vlády. Mírová dohoda ve skutečnosti znamenala pro bolševiky pouze odklad řešení gruzínské otázky, protože byli plně zaměstnáni špatně se vyvíjející válkou v Polsku
Menševici podle dohody pustili z vězení mnohé bolševiky, kteří ihned založili komunistickou stranu Gruzie, a ti podle instrukcí Kavkazského byra ruské komunistické strany zahájili protimenševickou kampaň a brzy byli na příkaz ministra vnitra Noa Ramišviliho opět zatčeni. To vyvolalo ostré protesty z ruské strany a bolševici to dále využili k protimenševické propagandě, kde obvinili gruzínskou vládu z pronásledování komunistů, přepadávání konvojů v Arménii a z podpory protisovětského povstání v Dagestánu. Gruzínci zase obvinili Rusko z podněcování protivládních nálad a otevřených povstání v různých odlehlých částech Gruzie, zejména v Abcházii a Jižní Osetii a provokací u hranic s Ázerbájdžánem.
15. února 1921, po devíti měsících od uzavření dohody, provedla sovětská Rudá armáda invazi do Gruzie s odůvodněním, že podporuje údajné „dělnicko-rolnické povstání“. Invaze ukončila existenci Gruzínské demokratické republiky a ukázala, že Rusové prakticky nikdy neuznali gruzínskou nezávislost a že moskevská dohoda byla jen odkladem invaze, jejíž plány byly jinak už rok připravené.